# Ronde van Cambodja
De Ronde van Cambodja is een meerdaagse wielerwedstrijd die wordt verreden in Cambodja. De wedstrijd maakt deel uit van de UCI Asia Tour in de categorie 2.2. De eerste editie vond plaats in 2020.

## Podiumplaatsen
| Jaar | Winnaar           | Tweede                         | Derde       |
| ---- | ----------------- | ------------------------------ | ----------- |
| 2020 | Ariya Phounsavath | Muhammad Nur Aiman Mohd Zariff | Fung Ka Hoo |

2005 · 
2006 · 
2007 · 
2008 · 
2009 · 
2010 · 
2011 · 
2012 · 
2013 · 
2014 ·
2015 ·
2016 ·
2017 ·
2018 ·
2019 ·
2020 ·
2021 ·
2022 ·
2023 · 
2024 · 
2025
Belangrijkste wedstrijden

Ronde van Hainan · Japan Cup · Ronde van Sharjah · Ronde van het Taihu-meer · Ronde van Fuzhou · Ronde van Dubai · Ronde van Qatar · Ronde van Oman · Ronde van Langkawi · Ronde van Taiwan · Ronde van Iran · Ronde van Japan · Ronde van Korea · Ronde van het Qinghaimeer · Ronde van China I · Ronde van China II · Ronde van Almaty